# Christina de Norvège
Ne doit pas être confondu avec Christina de Norvège (1234-1262).
Christina de Norvège (norvégien: Kristin Sigurdsdatter) vers (1125-1178) princesse royale norvégienne, est la fille de Sigurd Ier et la mère de Magnus V de Norvège.

## Biographie
Christina ou Kristin était la fille unique du roi Sigurd Ier de Norvège et de Malfrid de Kiev. Après le divorce de ses parents vers 1128 elle a peut-être résidé au Danemark avec sa mère qui y épouse
en 1131 le roi Éric II Emune.
On ignore quand elle revient en Norvège mais après la disparition de son père en 1130 et la déposition et la mort de son demi-frère Magnus IV de Norvège en 1135, elle réside à la cour des deux fils d’Harald IV de Norvège : Inge Ier de Norvège et Sigurd II de Norvège qui avaient été proclamés co-rois après l’assassinat de leur père en 1136. Christina devient alors à une époque indéterminée la concubine de son « cousin » Sigurd II Munn dont elle a un fils Harald Sigurdsson.
Au plus tard en 1155, l’année de la défaite et la mort de Sigurd II de Norvège, elle épouse Erling Skakke (c'est-à-dire le Fort) l’un des principaux partisans du roi Inge Ier de Norvège. Après les morts de Grégorius Dagsson et du roi Inge Ier dans des combats contre Håkon II de Norvège un fils illégitime de Sigurd II, Christina et Erling Skakke s’appuient sur l’archevêque de Trondheim Eystein Erlendsson consacré en 1161 et sur les évêques pour faire élire roi leur fils de 5 ans.
Bien que ce dernier ne soit pas « Fils de roi » il est reconnu comme le seul héritier légitime de la couronne comme petit-fils en ligne légitime bien que féminine de Sigurd Ier de Norvège. Les multiples descendants illégitimes de Harald IV se trouvent de ce fait exclus du trône.
Erling est également désigné comme régent du royaume ; il gouvernera de facto le pays avec son fils Magnus V de Norvège sacré roi en 1164, jusqu’à sa mort en 1179. En 1170 Christine qui avait sans doute conservé des contacts au royaume de Danemark s'y rend pour négocier avec Valdemar Ier les conditions du véritable protectorat qu'il impose au sud de la Norvège.
En 1172, Harald Sigurdsson, le fils de Christina et de Sigurd II de Norvège qui élevait des prétentions au trône est décapité sur ordre du régent. Cet épisode dramatique ne doit pas avoir amélioré les relations entre les époux car Erling avait de son côté quatre fils avec trois autres femmes, dont une maîtresse attitrée.
La princesse Christina meurt à une date non connue de l’année 1178.

## Unions et postérité
De sa relation avec Sigurd II de Norvège Christina aura un fils :
- Harald Sigurdsson exécuté en 1172.

De son mariage en 1155 avec Erling Skakke elle aura deux enfants :
- Magnus né en 1156 ;
- Ragnhild qui sera plus tard l’épouse de Jon Thorbergson puis Halkel Jonsson deux partisans de son frère.

## Source
- (no) Knut Hell, « Kristin Sigurdsdatter », Norsk biografisk leksikon, consulté le 5 octobre 2013.